# Yellow Magic Orchestra
Pour les articles homonymes, voir Yellow.
Le Yellow Magic Orchestra est un groupe de synthpop japonais, originaire de Tokyo. Formé en 1978, il est plus connu sous l'acronyme YMO. Ses membres principaux sont Haruomi Hosono (basse, claviers, choeurs), Yukihiro Takahashi (batterie, chant) et Ryūichi Sakamoto (claviers, chœurs). Le groupe est considéré comme l'un des pionniers de la musique électronique, par son utilisation d'instruments naissant, comme les synthétiseurs, les échantillonneurs, les séquenceurs musicaux ou les boîte à rythmes, ainsi que par l'utilisation d'ordinateurs et l'enregistrement du son en numérique,. Le groupe participa au boom de l'electropop au début des années 1980, et influencera d'autres mouvements musicaux comme la synthpop, la J-pop, la musique electro, et la techno, tout en explorant des thèmes socio-politiques au travers de ses albums.
Avant leur formation, chacun des trois membres étaient déjà considérés comme étant des vétérans dans le monde de l'industrie musicale. Ils tirent leur inspirations d'une foule de genre éclectiques allant de la musique électronique d'Isao Tomita et de Kraftwerk, de la musique traditionnelle japonaise, des bruitages de jeux d'arcade, de la musique funk, et des productions disco de Giorgio Moroder. Leur album Yellow Magic Orchestra sorti en 1978 se retrouvera à la surprise générale dans le top 20 anglais et vendra plus de 400 000 copies aux États-Unis. Lors de leurs enregistrements live, le groupe était parfois accompagné de Hideki Matsutake, parfois considéré officieusement comme leur quatrième membre.
Yellow Magic Orchestra sortira sept albums avant de prendre une pause en 1984. Le groupe se reformera plusieurs fois à l'occasion de concert ou de projets musicaux avant les décès de Yukihiro Takahashi et de Ryūichi Sakamoto en 2023,.

## Biographie

### 1976-1978: Formation du collectif
Si la formation du groupe est venue d'une initiative d'Haruomi Hosono, tous avaient déjà commencé à s'intéresser à la musique électronique par le passé. Sakamoto avait testé en 1970 des instruments de musique électronique lors de ses études à l'université des arts de Tokyo, notamment des synthétiseurs comme le Buchla, le Moog et l'ARP. De son côté Hosono avait déjà utilisé une boite à rythme de type Ace Tone au début de sa carrière dans les années 70. À la suite de la rupture de son groupe Happy End en 1972, Hosono aide à l'enregistrement de plusieurs disques d'electronic rock, notamment l'album de folk pop rock de Yōsui Inoue Kōri no Sekai en 1973 et l'album de rock progressif et psychédélique d'Osamu Kitajima intitulé Benzaiten en 1974, sur lesquels il a pu utiliser des synthétiseurs, des guitares électriques, des basses électriques, des batteries électroniques et des boîtes à rythmes,. À la même époque, Hideki Matsutake, qui sera technicien sur leurs albums (et considéré comme le « quatrième membre » officieux), était assistant pour le compositeur de musique électronique Isao Tomita. Pas mal des techniques qu'ils avaient apprises à cette époque resserviront lors du premier album de Yellow Magic Orchestra,.
Sakamoto fut d'abord recruté par Hosono en tant que membre de son groupe Tin Pan Alley en 1976, puis par Takahashi en 1977 pour l'aider sur l'enregistrement de son premier album solo. Sakamoto et Takahashi vont par la suite être amenés à travailler sur un des albums d'exotica d'Hosono, Paraiso, dans lequel ils ajoutent l'utilisation d'instruments électroniques. Le disque est finalement crédité sous le nom de "Harry Hosono and the Yellow Magic Band" afin de se moquer de l'obsession à l'époque pour la magie noire. Enregistré en 1977, le disque paraîtra dans le courant de l'année 1978. Avec la participation de Tatsurō Yamashita, ils enregistrent un second album d'exotica au début de l'année 1978, Pacific, qui inclut une première version de la chanson Cosmic Surfin'.
Hosono, Sakamoto et Matsutake travaillent par la suite sur Cochin Moon (1978), un album expérimental d'"electro-exotica" mélangeant la musique électronique et la musique indienne. Se présentant comme la bande-son d'un film bollywoodien fictif, l'album inclut la chanson Hum Ghar Sajan, qui est un exemple rare de raga au synthétiseur.
La même année, Sakamoto sort son propre album solo Thousand Knives dans lequel il expérimente une fusion entre la musique électronique et la musique traditionnelle japonaise. Hosono contribuera à la chanson éponyme. L'album est notable pour son utilisation d'un séquenceur musical Roland MC-8 programmé par Matsutake,.
Alors que Sakamoto travaille sur ce premier solo, Hosono estime qu'ils ont le potentiel pour lancer un groupe disco qui aurait les moyens de marcher en dehors du Japon. Il invite tout d'abord Tatsuo Hayashi, batteur qui avait travaillé avec lui dans le groupe Tin Pan Alley, et Hiroshi Sato, qui vont tous les deux refuser, avant de former le Yellow Magic Orchestra avec Sakamoto et Takahashi.

### 1978-1983: Succès national puis international
Enregistré en juillet 1978 dans un studio de Shibaura, le premier album, simplement nommé Yellow Magic Orchestra, mélange de la musique électronique et des bruitages de jeux vidéos tout en gardant une influence d'exotica et de musique traditionnelle japonaise qui selon le magazine Billboard leur fait créer un son qui n'existait pas jusque là. L'album est un succès et amène une tournée nationale.
Lors d'un concert au Roppongi Pit Inn, ils sont repérés par des producteurs américains d'A&M Records qui leur proposent un partenariat avec Alfa Records. Cette opportunité d'avoir une carrière internationale pousse les membres à se concentrer en priorité sur Yellow Magic Orchestra au dépit de leur carrière solo. Ils sortent alors Firecracker, le deuxième morceau de l'album, sous forme de single destiné aux marchés américain et européen.
Profitant d'un contrat de partenariat avec Fuji Cassette, le groupe est à l'origine du boom de la popularité de la pop musique électronique japonaise surnommée « technopop », et aura un effet similaire à celui qu'ont eu les Beatles et la beat music sur l'Angleterre des années 1960. Durant ses années de production, YMO sera le groupe le plus populaire du Japon.
Akiko Yano, chanteuse et future femme de Sakamoto, rejoindra le groupe à la fin des années 1970 et au début des années 1980 pour accompagner certaines chansons en concert mais ne participera à aucun des albums. À la même époque, les membres de YMO participeront à la confection de ses albums. Le succès du premier album permet au groupe d'acheter du nouveau matériel (synthétiseurs, samplers, séquenceurs, boites à rythmes) dont ils font bien plus usage dans les prochains albums,,. Le single Computer Game se vend finalement à 400 000 exemplaires aux États-Unis et atteint la 17e place du top britannique.
Leur second album Solid State Survivor sort en 1979 et marque l'apogée de la carrière de YMO au Japon. Il gagnera le prix du meilleur album de l'année 1980 lors des Japan Record Awards. Il comporte des paroles en anglais écrites par Chris Mosdell et fait appel à un imaginaire cyberpunk qui dépeint une société humaine aliénée par un futur dystopique. Cela étend leur popularité en dehors des frontières du Japon. Le single Behind the Mask, produit à l'origine pour une publicité de 1978 pour les montres à quartz de la marque Seiko devient l'un des plus grands succès du groupe à l'étranger. Le second single, Solid State Survivor, rencontrera un succès d'estime et Michael Jackson émettra un temps l'idée de l'adapter en anglais pour l'inclure sur l'album Thriller. La version de Michael Jackson sortira finalement en 2010 sur l'album posthume Michael. Solid State Survivor contient aussi une reprise de la chanson Day Tripper des Beatles. L'album se vendra à plus de 2 millions d'exemplaires à travers le monde.
En 1980, YMO entame une série de concerts à guichet fermé. Leur premier album live, Public Pressure, se vendra à près de 250 000 exemplaires en deux semaines, tandis que leur troisième album studio X∞Multiplies recevra plus de 200 000 précommandes avant sa sortie. Cette année-là, les albums Solid State Survivor et X∞Multiplies arriveront tous les deux en tête du top Oricon pendant près de sept semaines, un record qui n'a jamais été battu. Le premier single de X∞Multiplies sera une tentative de faire du ska électronique.
En 1981, YMO sort son quatrième album studio BGM. Rap Phenomena sera une des premières tentatives de mélanger musique électronique et rap. Le groupe entame une tournée internationale aux États-Unis et en Europe où ils jouent à guichet fermé. Ils joueront les morceaux Firecracker et Tighten Up sur le plateau de l'émission américaine Soul Train. Le groupe devient populaire sur la scène émergente de la communauté hip hop pour leur son électronique. Firecracker sera samplé dans la chanson Death Mix de 1983 par Afrika Bambaataa,.

### 1984-1993: Séparation puis brève reformation
En 1984, le groupe sort un film musical d'une heure et demie intitulé Propaganda. Après la diffusion du long-métrage, les membres mettent en pause le groupe afin de se consacrer à leurs carrières solo tout en se laissant la possibilité de relancer YMO. Gardant un bon rapport, ils participent ponctuellement à l'enregistrement des albums solos de chacun d'entre eux et font des apparences régulières à la télévision. Takahashi n'hésitera pas à jouer des morceaux du groupe à ses propres concerts, tandis que Hosono et Sakamoto se tournent vers des carrières de compositeurs et d'artistes, ce dernier finissant par gagner des Grammy, des Oscar, et des Golden Globe pour ses musiques de films.
En 1993, pour les quinze ans du groupe, Yellow Magic Orchestra sort une sorte d'album réunion, nommé Technodon et crédité sous le nom de 'NOT YMO' ou YMO. Plus conceptuel, l'album est plus tourné vers la techno et l'acid house et les paroles des chansons sont remplacés par des lectures d'article de recherche scientifique. Ils se produisent sur scène au Tokyo Dome, ce qui donnera l'album Technodon Live.

### 1993-2023: Reformations ponctuelles
Au début des années 2000, Hosono et Takahashi se sont réunis dans un groupe éphémère appelé Sketch Show qui voit la réapparition ponctuelle de Ryūichi Sakamoto sur certains morceaux et pour certaines performances publiques, notamment au Sónar Festival de Barcelone. Le groupe évolue pour s'intituler Human Audio Sponge et inclure les trois anciens membres de YMO. Ils sortent un morceau pour une campagne publicitaire pour la bière Kirin ainsi qu'une nouvelle version de leur tube Rydeen nommé Rydeen 79/07, qui finiront tous deux en tête sur l'iTunes Store japonais.
Après être revenu en juillet 2007 pour le concert caritatif Live Earth de Kyoto, le groupe se reforme officiellement en août 2007 sous le nom de HASYMO (acronyme de Human Audio Sponge et Yellow Magic Orchestra), nom qui tiendra jusqu'au mois d'août 2009 où la formation reprendra son nom initial de Yellow Magic Orchestra.
Durant cette période, le groupe enregistre le single Rescue pour la bande originale de Appleseed EX Machina et sort le titre The City of Light/Tokyo Town Pages en août 2007. Ils se produisent dans de nombreux festivals à travers le monde (Meltdown festival de Londres, festival de Gijón en 2008, World Happiness festival, Hollywood Bowl, Warfield, Fuji Rock Festival en 2011, No Nukes Festival en 2012 avec Kraftwerk.) Après l'année 2012, le groupe arrête de se produire sur scène sans qu'aucune annonce de séparation n'ait été faite.
Le 23 juin 2018, lors de la première du concert solo de Hosono au Barbican Centre de Londres, Takahashi et Sakamoto le rejoignent sur scène pour jouer Absolute Ego Dance, ce qui constituera la dernière apparition publique du groupe. Le 11 janvier 2023, Takahashi meurt à l'âge de 70 ans d'une pneumopathie. Il avait survécu à une tumeur cancéreuse en 2020, ce qui lui avait laissé de nombreux troubles de santé qui l'avaient empêché de reprendre la musique,,,. Deux mois plus tard, le 28 mars 2023, Ryūichi Sakamoto meurt à l'âge de 71 ans des suites d'un cancer détecté en 2020.

## Style musical
Alors que leurs contemporains de Düsseldorf ou de Détroit utilisaient la musique électronique afin de créer un monde dystopique, Yellow Magic Orchestra se tourne vers une approche plus "joyeuse et libératrice" de la musique électronique. Sakamoto explique qu'ils étaient "fatigués" de la façon dont les musiciens japonais ne cherchaient qu'à imiter la musique américaine et voulaient "créer quelque chose d'original venu du Japon." Le groupe allemand Kraftwerk aura une influence toute particulière sur le groupe, qui admirait leur style "formaliste" tout en cherchant à éviter leur approche trop "allemande" pour eux. Sakamoto décrit la musique de Kraftwerk comme "théorique, très concentrée avec une force dans le minimalisme". Ils voulaient faire quelque chose qui s'en approche tout en abandonnant la partie "minimaliste" et en variant l'utilisation des synthétiseurs afin d'introduire des sons plus "divertissants et frais" et d'avantage se concentrer sur la mélodie pour échapper à la "pop robot" de Kraftwerk.
Le groupe s'inspire de toutes sortes d'influences comme la musique électronique japonaise d'Isao Tomita, la musique traditionnelle japonaise, la musique expérimentale chinoise la musique indienne (comme celle de Ravi Shankar ou des films Bollywoodien), les bruits de jeux d'arcades,, le rap américain, l'exotica, le ska des caraïbes, la disco italienne de Giorgio Moroder les Beatles, les Beach Boys et leur leader Brian Wilson, ainsi que la musique classique, les cris d'animaux et le noise. Sakamoto explique en 2009 qu'il souhaite faire une musique qui ne place "aucune frontière entre ce qui est de l'ordre de la musique et ce qui est de l'ordre du bruit." Selon le magazine SF Weekly, YMO a évolué d'une sorte de "disco-exotica loufoque" composé de "bip et de bleeps" vers une sorte de musique concrète qui s'est perfectionnée dans leurs albums de 1983 Naughty Boys et Service.

### Sample
Le groupe est un précurseur de la technique du sampling et de son utilisation dans la création de boucles musicales via ordinateur. Leur hit de 1978, Computer Game/Firecracker, utilise un sample de la chanson Firecracker de 1959 par Martin Denny et des bruitages issus des jeux Space Invaders et Circus,.
Selon le magazine The Vinyl District, leur album de 1981 Technodelic est le premier album de musique à être composé principalement de samples et de boucles. L'album a été produit en utilisant un échantillonneur LMD-649 créé expressément pour le groupe par l'ingénieur du son Kenji Murata de Toshiba-EMI. Après la sortie de l'album, l'instrument resservira pour d'autres artistes comme Chiemi Manabe ou Logic System.

### Instruments utilisés

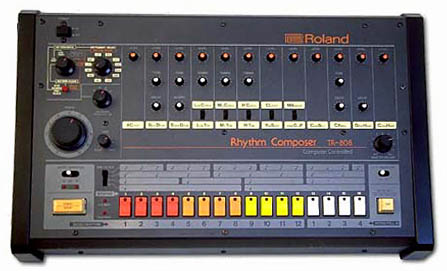
YMO est le premier groupe à utiliser le Roland TR-808 Rhythm Composer

Le groupe va utiliser tout au long de sa carrière une grande variété d'instruments électroniques, souvent dès leur mise sur le marché,. Haruomi Hosono utilisait déjà une boîte à rythmes Ace Tone dès le début de sa carrière dans les années 1970.
Yellow Magic Orchestra, ainsi que l'album de Ryūichi Sakamoto Thousand Knives, furent les premier albums de musique a utiliser un Roland MC-8 Microcomposer, un des premiers ordinateur consacré à la musique, programmé par Hideki Matsutake,,,. L'ordinateur s'accompagnait d'un clavier numérique pour entrer les informateurs et contenait 16 KB de RAM, ce qui leur permettait une séquence maximale de 5200 notes, un énorme pas en comparaison des autres séquenceurs de l'époque. Alors que la machine avait été un échec commercial à cause de son prix trop élevé, YMO fut l'un des premiers groupe de musique à l'utiliser aussi bien dans leurs albums que dans leurs concerts.
Mais ils sont aussi connus pour être le tout premier groupe à avoir utilisé un Composeur Rythmique Roland TR-808 dès la sortie de la machine en 1980. Alors que la machine était un échec car manquant d'un échantillonneur digital (ce que proposait le Linn LM-1, la machine concurrente), le TR-808 produisait un grand nombre de sons de percussions assez uniques, notamment des bruits de batteries,, de clappement de main, de caisse claire, de Charleston et de sonnaille qui seront caractéristiques du groupe et qui accroitra la popularité de la machine par rapport aux autres batteries électroniques.
Les autres instruments électroniques utilisés par le groupe incluent une batterie électronique Pollard Syndrum des vocodeurs Roland VP-330 et Korg VC-10,, des synthétiseurs Yamaha CS-80 et DX7,, Korg PS-3100 et PS-3300,, Moog III-C, Polymoog, ARP Odyssey, Oberheim 8 pistes et E-mu Emulator. Des instruments amplifiés comme le piano Fender Rhodes ou la basse Fender Jazz Bass furent aussi utilisés.
À l'époque, le magazine Billboard retient que l'utilisation de tant de technologie informatique couplé à celle de synthétiseurs, permettait à YMO de créer un son jamais entendu auparavant. Yellow Magic Orchestra est le premier groupe à sortir un album entièrement créé par ordinateur, précédant l'album Computer World (1981) de Kraftwerk de plusieurs années. YMO fut crédité à l'époque comme étant l'un des groupes ayant starifié l'image du rock par ordinateur.

## Héritage
Yellow Magic Orchestra est souvent qualifié comme étant les précurseurs du mouvement cyberpunk, et eux-mêmes décrivaient leur musique comme de la musique "proto-techno",. Dans les années 1990, le groupe était fréquemment cité en tant que pionnier de l'ambient house. Ils popularisent aussi les performances lives où l'artiste est assez statique et dans lesquels sont utilisés des boîtes à rythmes et des échantillonneurs. Ils ont influencés des groupes anglais tels que Duran Duran ou Japan.
Le groupe aura souvent été repris par d'autres artistes. La chanson Behind the Mask a été reprise notamment par Eric Clapton et Michael Jackson dans les années 1980. La chanson de 1983 Kimi ni Mune Kyun se verra reprise en 1993 par le groupe The Human League in 1993 et par Asako Toki en 2006. En 1990, la série Dragon Ball Z rend hommage au groupe avec une chanson nommée Solid State Scouter, reprise de Solid State Survivor, qui fera office de thème principal du téléfilm Dragon Ball Z : Baddack contre Freezer.  En 2009, une reprise de  Kimi ni Mune Kyun est utilisée en tant que générique de fin pour l'adaptation de Maria Holic, chantée par Asami Sanada, Marina Inoue, et Yū Kobayashi, les comédiennes de doublage des personnages principaux. De même en 2015, dans le 5ème épisode de l'anime Sound! Euphonium, Rydeen est joué par l'orchestre du lycée de Kitauji.
En 2008, la liste des «100 meilleurs groupes japonais de tous les temps » établie par HMV Japon listait YMO en deuxième place, en dessous du groupe de pop Southern All Stars. En 2006, Señor Coconut rend hommage au groupe avec son album Yellow Fever!.

### Musique électronique
YMO compte parmi les pionniers de la synthpop, un genre qui aura émergé au début des années 1980. Le groupe va être une source d'influence pour des artistes comme Ultravox, John Foxx, Gary Numan, Duran Duran, Depeche Mode, Camouflage,, OMD, The Human League, Todd Rundgren, Visage, et Art of Noise. Ils continuent à être remixés ou échantillonnés par des artistes modernes tels que le musicien expérimental Yamantaka Eye, les groupes electro LFO, 4hero, The Orb, Orbital et 808 State, et d'autres artistes plus divers comme Señor Coconut, Afrika Bambaataa, Michael Jackson, Quincy Jones, Greg Phillinganes, Eric Clapton, Mariah Carey, ou Jennifer Lopez.
YMO a aussi influencé l'essor de la musique techno, et notamment certains de ses pionniers comme Juan Atkins, Kevin Saunderson ou Derrick May. Des artistes plus récents comme Surgeon, μ-Ziq ou Cosmic Baby citent couramment YMO comme source d'inspiration aux côtés de Kraftwerk. L'album de 1979 Solid State Survivor est considéré comme un album précurseur par le courant de la techno de Detroit  et par le groupe Cybotron. Le morceau de 1978 Computer Game aura aussi influencé le mouvement de la techno "bleep", qui consiste à simuler des bruits de jeux vidéos. Le morceau se retrouvera sur la compilation de Carl Craig Kings of Techno (2006).
En 1993, des artistes d'ambient house tels que The Orb, Ultramarine et 808 State rendent hommage à YMO avec un album de remixes nommé Yellow Magic Orchestra: Hi-Tech/No Crime,. Leurs productions des années 1990 aura aussi influencé un mouvement comme l'acid house et l'utilisation de morceaux orientaux se retrouvera dans le mouvement de l'electronica et chez des artistes comme Dizzee Rascal, Kieran Hebden et Ikonika.
En 1993, Johnny Black de Hi-Fi News décrit le groupe comme les "plus influents techniciens de l'electro-techno-dance que le monde ait jamais produits", estimant que "sans eux (et Kraftwerk) la musique d'aujourd'hui ressemblerait sans doute beaucoup à celle d'hier."  En 2001, Jason Ankeny du Allmusic Guide to Electronica décrit YMO comme ayant eu « une influence séminale sur les artistes contemporains de la musique électronique par leur grande popularité dans leur pays et en dehors », et ce qui en fait le « plus grand innovateur de la culture électronique, après Kraftwerk. » 

### Hip-hop
Le groupe deviendra aussi populaire auprès de la communauté hip-hop émergente. Le titre Firecracker sera samplé dans le Death Mix d'Afrika Bambaataa, et le titre Planet Rock de ce dernier sera en partie inspiré par les morceaux de YMO,. Le titre de Sakamoto Riot in Lagos sera aussi cité par Kurtis Mantronik comme une influence majeure dans la constitution de son groupe de hip-hop électro Mantronix; 
L'utilisation de sons de jeux vidéos dans certains titres de Yellow Magic Orchestra aura une influence sur le hip-hop des années 1980 et le titre Computer Games/Firecracker sera échantillonné sur plusieurs morceaux de hip-hop, parmi lesquels les titres Mega-Mixx II de 2 Live Crew, Funky Towel de De La Soul, I'm Real de Jennifer Lopez (2001), et la version originale du Loverboy de Mariah Carey.

### Musique japonaise
La popularité du groupe dans son pays d'origine durant la période 1978-1983, fera que la jeunesse de l'époque fut surnommée la "Generation YMO" (YMO世代, YMO Sedai). Le groupe affectera grandement la pop japonaise des années 1980 et 1990, qui sera dominée par l'utilisation d'ordinateurs et par la grande part d'instruments électroniques. YMO fut l'un des artisans de ce que les japonais appelleront la "New Music", pavant la voie pour l'émergence de la J-pop. Ils inspireront aussi bien des artistes d'ambient techno comme Tetsu Inoue que des compositeurs de musique classique comme Joe Hisaishi.

### Jeu vidéo
YMO aura influencé de nombreux compositeurs de musiques de jeux vidéo, notamment par les sons utilisés dans la musique des consoles 8-bits et 16-bits. Ainsi, le morceau Rydeen sera repris (en version chiptune) dans des jeux comme Super Locomotive (en 1982), Daley Thompson’s Decathlon (en 1984) ou Stryker’s Run (en 1986). En 1994, quatre musiciens employés chez Namco (Shinji Hosoe, Nobuyoshi Sano, Takayuki Aihara et Hiroto Sasaki) formeront un groupe jouant des parodies des chansons de YMO et nommé Oriental Magnetic Yellow (OMY).

## Discographie

### Albums studio
- 1978 : Yellow Magic Orchestra
- 1979 : Solid State Survivor
- 1981 : BGM
- 1981 : Technodelic
- 1983 : Naughty Boys
- 1983 : Naughty Boys Instrumental
- 1983 : Service
- 1993 : Technodon

### Singles
- 2007 : Rescue / Rydeen 79/07 (YMO/HASYMO)
- 2008 : The City of Light / Tokyo Town Pages (HASYMO)

### Albums live
- 1979 : Faker Holic/YMO
- 1980 : Public Pressure
- 1984 : After Service
- 2008 : GijonYMO - Live in Gijon 19.6 08
- 2008 : LondonYMO - Live in London 15.6 08

### Compilations
- 1980 : X∞ Multiplies
- 2000 : YMO Go Home! : The Best of Yellow Magic Orchestra (morceaux choisis par Haruomi Hosono)
- 2001 : One More YMO: The Best of YMO Live (morceaux choisis par Yukihiro Takahashi)
- 2003 : UC YMO: Ultimate Collection of Yellow Magic Orchestra (morceaux choisis par Ryūichi Sakamoto)
- 2005 : L-R TRAX Live&Rare Tracks
- 2011 : YMO

### Albums Hommage
- 2006 : Señor Coconut Yellow Fever!